# Bracisepalum densiflorum
Bracisepalum densiflorum là một loài thực vật có hoa trong họ Lan. Loài này được de Vogel mô tả khoa học đầu tiên năm 1983.